# Mastamind
Mastamind (справжнє ім'я: Ґері Рід) — американський репер з Детройта, учасник гурту Natas, дуетів Rokgod (разом з По Хусейном) та The Orthus (разом зі Skitzo). До створення власного лейблу Toxsic Records був підписантом Reel Life Productions.

## Життєпис
Під час відвідування Осборнської середньої школи Mastamind дав 3-пісенне демо співучню Ішаму, який видав альбом Boomin' Words from Hell та кілька міні-альбомів на своєму лейблі Reel Life Productions. Запис сподобався виконавцю, обоє разом з другом T-N-T заснували тріо Natas (акронім «Nation Ahead of Time and Space»).
У 1995 Mastamind випустив дебютний сольний міні-альбом Lickkuidrano. У 2000 вийшла дебютна платівка Themindzi; цього ж року журнал Murder Dog назвав Mastamind «Найбільш недооціненим репером 2000». Після релізу, у 2001, виконавець вирушив у свій перший національний тур.
У 2010 та 2011 репер виступив на 11-му й 12-му щорічному фестивалі Gathering of the Juggalos.

## Стиль
Mastamind є представником «ейсід-репу», стилю, який заснував Esham.

## Дискографія
Студійні альбоми
- 2000: Themindzi
- 2003: Street Valu
- 2006: Hellrazer
- 2009: Toxsic Avenger
- 2010: Khemicalspill
- 2010: Last+emptationofChris+
- 2011: Ntoxsication
- 2012: The Mastapiece

Міні-альбоми
- 1995: Lickkuiddrano
- 2010: Mastercard
- 2013: The Ultimate Price EP

Перевидання
- 2013: Lickkuiddrano

Компіляції
- 2013: Collection Plate

У складі The Orthus
- 2011: The Orthus EP
- 2012: The Orthus
- 2013: Doublehead Everythang
- 2014: Devil Eyed Dog

У складі Rokgod
- 2010: Mortifikation Vol. 1
- 2010: Mortifikation Vol. 2